# Paul Oscar
Paul Oscar o Páll Óskar, pseudonimo di Páll Óskar Hjálmtýsson (Reykjavík, 16 marzo 1970), è un cantautore, disc jockey e ballerino islandese, che ha iniziato la propria carriera nel 1993.

## Biografia
Il suo campo di interesse spazia dalla musica tradizionale islandese alle ballate, dalle canzoni d'amore alla disco music, fino alla musica house.
Nel 1997 ha rappresentato l'Islanda all'Eurovision Song Contest 1997 con Minn hinsti dans, canzone arrivata solo ventesima nella classifica finale ma che nonostante ciò ha permesso all'artista di affermarsi internazionalmente.
Tra le altre canzoni che hanno reso Páll Óskar un'icona della musica islandese, vanno citate Sama Hvar Þú Ert, La Dolce Vita, Þú Komst Við Hjartað í Mér, Allt fyrir Ástina e la cover in islandese di I Am What I Am, intitolata Ég er Eins Og Ég er.

## Vita privata
Omosessuale, ha fatto coming out a soli 16 anni; è anche attivista per i diritti LGBT.  

## Discografia

### Album
- Stuð (1993)
- Palli (1995)
- Seif (1996)
- Deep Inside (1999)
- Ef ég sofna ekki (2001)
- Ljósin heima (2003)
- Allt fyrir ástina (2007)
- Silfursafnið (2008)
- Páll Óskar - Box (6 plötur fyrir 1)
- Kristalsplatan (2017)

### Singoli
- Minn hinsti dans (1997)
- Allt fyrir ástina (2007)
- International (2007)
- Betra Lif (2007)
- Er þetta ást? (2008)
- Þú komst við hjartað í mér (2008)
- Sama hvar þú ert (2008)
- Gordjöss á esperantó (in Esperanto, 2010)
- La Dolce Vita (2011)
- Ást sem endist (2015)